# مریخ (فیلم ۲۰۰۴)
«مریخ» (روسی: Марс) یک فیلم روسی است به کارگردانی و نویسندگی آنا ملیکیان که در سال ۲۰۰۴ میلادی منتشر شده است.